# Przemysław Wojciechowski (historyk)
Przemysław Wojciechowski (ur. 1968) – polski historyk.
Jest absolwentem Uniwersytetu Mikołaja Kopernika w Toruniu. Tam doktoryzował się i uzyskał habilitację. Zajmuje się historia społeczną starożytnego Rzymu, jego strukturą, społecznościami lokalnymi, historią kultów w świecie rzymskim, kultami Italii, kultem Herkulesa w zachodniej części Imperium Romanum.

## Publikacje książkowe
- Beleno Augusto sacrum. Celtyckie i weneckie bóstwa w rzymskiej Akwilei. Toruń: 2000. Brak numerów stron w książce
- Unterschungen zu den Lokalkulten im Römischen Aquileia. Herkunft, Funktion und Anhängerschaft. Toruń: 2001. Brak numerów stron w książce